# Kustošija
Kustošija är ett vattendrag i Kroatien. Det ligger i den centrala delen av landet, 5 km sydväst om huvudstaden Zagreb. Kustošija ligger vid sjön Jezero Jarun.